# 허드슨 (소프트웨어)
허드슨(Hudson)은 아파치 톰캣이나 글래스피시 애플리케이션 서버와 같은 서블릿 컨테이너에서 실행되는, 자바로 작성된 지속적 통합(CI) 도구이다.
CVS, 서브버전, 깃, 퍼포스 헬릭스, 클리어케이스, RTC를 포함한 SCM 도구를 지원하며 아파치 앤트와 아파치 메이븐 기반 프로젝트뿐 아니라 임의의 셸 스크립트와 윈도우 배치 명령어들을 실행할 수 있다. 허드슨의 주요 개발자는 당시 썬 마이크로시스템즈에서 일한 카와구치 코스케이다. MIT 허가서로 출시된 허드슨은 자유 소프트웨어이다.
허드슨은 더 이상 유지보수되지 않고 있으며 젠킨스가 이를 대체한다. 2017년 2월 8일 이후로 "obsolete"으로 발표되고 있다.

## 이클립스 재단으로의 이전
2011년 5월 3일, 이클립스 재단은 허드슨의 주요 커밋 기업들 오라클, 소나타입, 그리고 기타 커뮤니티 지원자들과 함께 코어 코드와 문제시되는 상표를 포함하여 허드슨의 이클립스 재단 이전을 제안하였다.
2013년 1월 23일, 이클립스는 허드슨 3가 이클립스 재단에 포함되었다고 발표하였다.

## 같이 보기
- 지속적 통합 소프트웨어